# Kőrösi Csoma Kiskönyvtár
A Kőrösi Csoma kiskönyvtár 1966-ban, Ligeti Lajos kezdeményezésére indult orientalisztikai tanulmányokat, monográfiákat tartalmazó szakkönyvsorozat. Szerkesztői a későbbiekben még Tőkei Ferenc, Ecsedy Ildikó, Ivanics Mária. 1966–2009 között, az Akadémiai Kiadó gondozásában jelent meg.

## Eddig megjelent kötetek
1. Szilágyi Ferenc: Kőrösi Csoma Sándor hazai útja. Szerk.: Ligeti Lajos. 1966. 91 o.
2. Józsa Sándor: Kína és az Osztrák-Magyar Monarchia. Lektor: Csongor Barnabás; szerk.: Somogyi Béla. 1966. 205 o.
3. Kakuk Zsuzsa: Kossuth kéziratai a török nyelvről. Lektor: Szabad György; szerk.: Ligeti Lajos. 1967. 132.
4. Diószegi Vilmos: A pogány magyarok hitvilága. Lektor: ifj. Kodolányi János; szerk.: Ligeti Lajos. 1967. 142 o. 2 kiadás: 1973; 3. kiadás: 1978. ISBN 963-05-1592-X; 4. kiadás: 1983. ISBN 963-05-3559-9.
5. Galla Endre: Világjáró magyar irodalom - A magyar irodalom Kínában. Lektor: Csongor Barnabás; szerk.: Ligeti Lajos. 1968. 158 o.
6. Lőrincz László: A mongol népköltészet. Szerk.: Ligeti Lajos. 1969. 218 o.
7. Kákosy László: Varázslás az ókori Egyiptomban. Lektor: Dobrovits Aladár; szerk.: Ligeti Lajos. 1969. 202 o. 2. kiadás: 1974. ISBN 963-05-0154-6; 3. kiadás: 1978. ISBN 963-051-591-1
8. Czeglédi Károly: Nomád népek vándorlása Napkelettől Napnyugatig. Lektor: Kara György; szerk.: Ligeti Lajos. 1969. 159 o.
9. Káldy-Nagy Gyula: Harács-szedők és ráják - Török világ a XVI. századi Magyarországon. Szerk.: Ligeti Lajos. 1970. 198 o.
10. Fodor Sándor: Arab legendák a piramisokról. Szerk.: Ligeti Lajos. 1971. 196 o.
11. Tardy Lajos: Régi magyar követjárások Keleten. Szerk.: Ligeti Lajos. 1983. 221 o. ISBN 963-05-3376-6
12. U. Kőhalmy Katalin: A steppék nomádja lóháton, fegyverben. Lektor: Nagy Tiborné; szerk.: Ligeti Lajos. 1972. 219 o.
13. Vekerdi József: A cigány népmese. Lektor: Kovács Ágnes; szerk.: Ligeti Lajos. 1974. 279 o. ISBN 963-05-0160-0
14. Lőrincz László: Mongol mitológia. Szerk.: Ligeti Lajos. 1975. 249 o. ISBN 963-05-0768-4
15. Horváth Vera: Görög istenek Indiában - Gandhára művészete. Szerk.: Ligeti Lajos. 1977. 167 o. ISBN 963-05-1219-X
16. Ecsedy Ildikó: Nomádok és kereskedők Kína határain. Szerk.: Tőkei Ferenc. 1979. 237 o. ISBN 963-05-1769-8
17. Tardy Lajos: A tatárországi rabszolgakereskedelem és a magyarok a XIII-XV. században. Szerk.: Tőkei Ferenc. 1980. 241 o. ISBN 963-05-2276-4
18. Nomád társadalmak és államalakulatok. Szerzők: Bálint Csanád, Bartha Antal, Bese Lajos, Vékony Gábor. Szerk.: Tőkei Ferenc. 1983. 390 o. ISBN 963-05-3187-9
19. Gáthy Vera: Államigazgatás a gyarmati és a független Indiában. Szerk.: Tőkei Ferenc és Ecsedy Ildikó. 1985. 151 o. ISBN 963-05-3907-1
20. Tardy Lajos: Kaukázusi magyar tükör - Magyarok, grúzok, cserkeszek a kezdetektől 1848-ig. Szerk.: Ecsedy Ildikó. 1988. 383 o. ISBN 963-05-4919-0
21. Molnár Ádám: Időjárás-varázslás Belső-Ázsiában. Szerk.: Ecsedy Ildikó. 1993. 179 o. ISBN 963-05-6654-0
22. Ivanics Mária: A Krími Kánság a tizenöt éves háborúban. 1994. 235 o. ISBN 9630567407
23. Kakuk Zsuzsa: A török kor emléke a magyar szókincsben. Szerk.: Ecsedy Ildikó és Mérey Zsoltné. 1996. 366 o. ISBN 963-056-979-5
24. Bernard Le Calloc'h: Új adatok Kőrösi Csoma Sándorról. Szerk.: Ecsedy Ildikó. 1998. 90 o. ISBN 963-05-7507-8
25. Simon Róbert: Ibn Khaldún. Történelemtudomány és birodalmiság. 1999. 326 o. ISBN 9630576015
26. Vámos Péter: Magyar jezsuita misszió Kínában. Szerk.: Ecsedy Ildikó. 2004. 390 o. ISBN 963-05-7912-x
27. Mongol játékok és versenyek. Szerk.: Birtalan Ágnes és Ivanics Mária. 2006. 280 o. ISBN 978 963 05 8393 0
28. Dallos Edina: Természetfölötti szereplők a tatár varázsmesékben. 2009. 394 o. ISBN 9789630587327